# Faszination Wissen
Faszination Wissen war eine Fernsehsendung des Bayerischen Rundfunks. Das wöchentliche Wissensmagazin wurde Ende 2017 eingestellt. Die Videos kann man weiterhin ansehen – auf der Homepage, in der ARD-Mediathek, im Podcast-Center und auf Youtube. Das Nachfolgeformat im BR Fernsehen heißt „Gut zu wissen“ und startete am 13. Januar 2018, um 19.00 Uhr.

## Moderation
Faszination Wissen wurde bis Mitte 2017 von Gunnar Mergner moderiert. Bis Ende 2012 führte die Wissenschaftsjournalistin Iska Schreglmann durch die Sendung. Ihre Vorgänger waren der Physiker und Zauberkünstler Thomas Fraps (bis 2007) und der BR-Moderator Stefan Scheider (bis 2005).